# Apache WADI
Az Apache WADI (azaz Web Application Distribution Infrastructure) egy nyílt forráskódú Java EE konténer plugin, amely tranzparens magas rendelkezésre állású Java EE szolgáltatásokat biztosít.

## Fordítás
Ez a szócikk részben vagy egészben  az   Apache WADI című angol Wikipédia-szócikk ezen változatának fordításán alapul.  Az eredeti cikk szerkesztőit annak laptörténete sorolja fel. Ez a jelzés csupán a megfogalmazás eredetét és a szerzői jogokat jelzi, nem szolgál a cikkben szereplő információk forrásmegjelöléseként.